# 草莓
草莓（学名：Fragaria × ananassa），中国大陆和台灣称草莓，在香港常叫为士多啤梨（英語：strawberry），为草莓属中最常见的杂交栽培种。草莓是多年生草本植物，一般存活时间为3年左右。人們所食用部份的果实是假果，並非草莓的果實。不同于大多数水果由子房發育而成，草莓的食用部份是由花托在傳播花粉後發育變大而成，而真果及種子則是佈滿草莓表面的眾多小點狀物。

## 形態
草莓是蔷薇科草莓属植物中最常见的一杂交种，属多年生草本植物，高10-40厘米，茎低于叶或近相等，密被开展黄色柔毛。叶三出，小叶具短柄，质地较厚，倒卵形或菱形，上面深绿色，几无毛，下面淡白绿色，疏生毛，沿脉较密；叶柄密被开展黄色柔毛。聚伞花序，花序下面具一短柄的小叶；花两性；萼片卵形，比副萼片稍长；花瓣白色，近圆形或倒卵椭圆形。聚合果大，宿存萼片直立，紧贴于果实；瘦果尖卵形，光滑。亲本为原產于北美洲的弗州草莓（F. virginiana）及来自南美洲智利的智利草莓，後在法國進行杂交繁殖。现在是栽培最广泛的草莓品种。八倍体植物，種子發芽期需10-14天。深红色圆形或心脏形浆果体，肉纯白，萼片和苞片展开。

## 特性
果實略呈心形，鮮紅多汁，質地柔軟，酸甜適中，氣味芳香。而且繁殖容易，只需半年便可結果收成，傳統收成時間為春夏兩季。每株可收成兩年，收成期亦長達半年，可為果園在果樹成熟結果前增加土地使用率及增加收入。唯草莓因為果實的特性，只要進入開花期，便不可再使用農藥，否則會有農藥殘留。

## 採收及儲存
草莓不耐運輸儲存，如未能做好相應運輸工序，便應考慮把草莓加工。

### 採收
在早晨或傍晚採收，新鮮食用宜在成熟至八成時採收，加工用的只要在着色七至八成便可。採摘時只能保留半厘米至一厘米的果梗，否則太長容易損害其他草莓。

### 儲存
最佳的保存環境是保存在接近零度但不結霜的冰箱。除此之外，亦有使用紫外線或惰性氣體保存。急凍亦是其中有效的保存方法。洗草莓時，先輕輕洗淨再去掉蒂頭，可避免維生素C流失；而附著在草莓上的雜質，也不會在清洗過程中從蒂頭跑進去。

## 營養
生草莓含有 91% 的水、8% 的碳水化合物、1% 的蛋白質，並且含有可忽略不計的脂肪（表）。 100 克參考量的草莓提供 33 卡路里的熱量，是維生素C 的豐富來源（每日摄入量(DV)的 71%），錳的良好來源（18% 每日摄入量），並提供其他幾種維生素和少量膳食礦物質。 草莓在胞果（種子）油中含有適量的必需不飽和脂肪酸。

## 植物化學物質
花園草莓含有二聚鞣花單寧仙鶴草素(dimeric ellagitannin agrimoniin)，它是Sanguiin H-6的異構體。  存在的其他多酚包括黄酮类化合物，如花色素苷、黄烷-3-醇、黃酮醇和酚酸，如羥基苯甲酸(Hydroxybenzoic acid)和羟基肉桂酸。  草莓含有漆黃素，並且這種類黃酮的含量高於其他水果。 雖然胞果僅佔草莓總鮮重的1%，但它們佔整個果實總多酚的 11%； 胞果植物化學物質包括鞣花酸、鞣花酸糖苷、和鞣花單寧(ellagitannin)。

### 顏色
Pelargonidin-3-glucoside 是草莓中主要的花青素，cyanidin-3-glucoside 所佔比例較小。 雖然葡萄糖似乎是草莓花青素中最常見的替代糖，但在一些草莓品種中發現了蘆丁糖、阿拉伯糖、和鼠李糖結合物。

## 遺傳學
現代草莓是八倍體（8組染色體）。 花園草莓的基因組序列於2019年發表。

## 草莓
有些人吃发霉的草莓會出現類過敏反應在嚴重的情況下，可能會導致呼吸困難

## 分布
草莓原产于南美智利，野草莓則在歐亞的北半球廣泛分佈，原本的草莓很細小，現在的食用草莓最初由法國栽培，在亞熱帶及溫帶國家均广为種植，目前中国草莓生产面积居世界首位，（ 根據維基百科英文版資料，二零一九年時，全球四成草莓是中國大陸生產的 ）， 此外，美國、土耳其及墨西哥都是主要出產國，部分國家如日本的產量雖然較小，但因為培育出優良的品種而具有較高的價格。

## 照片集

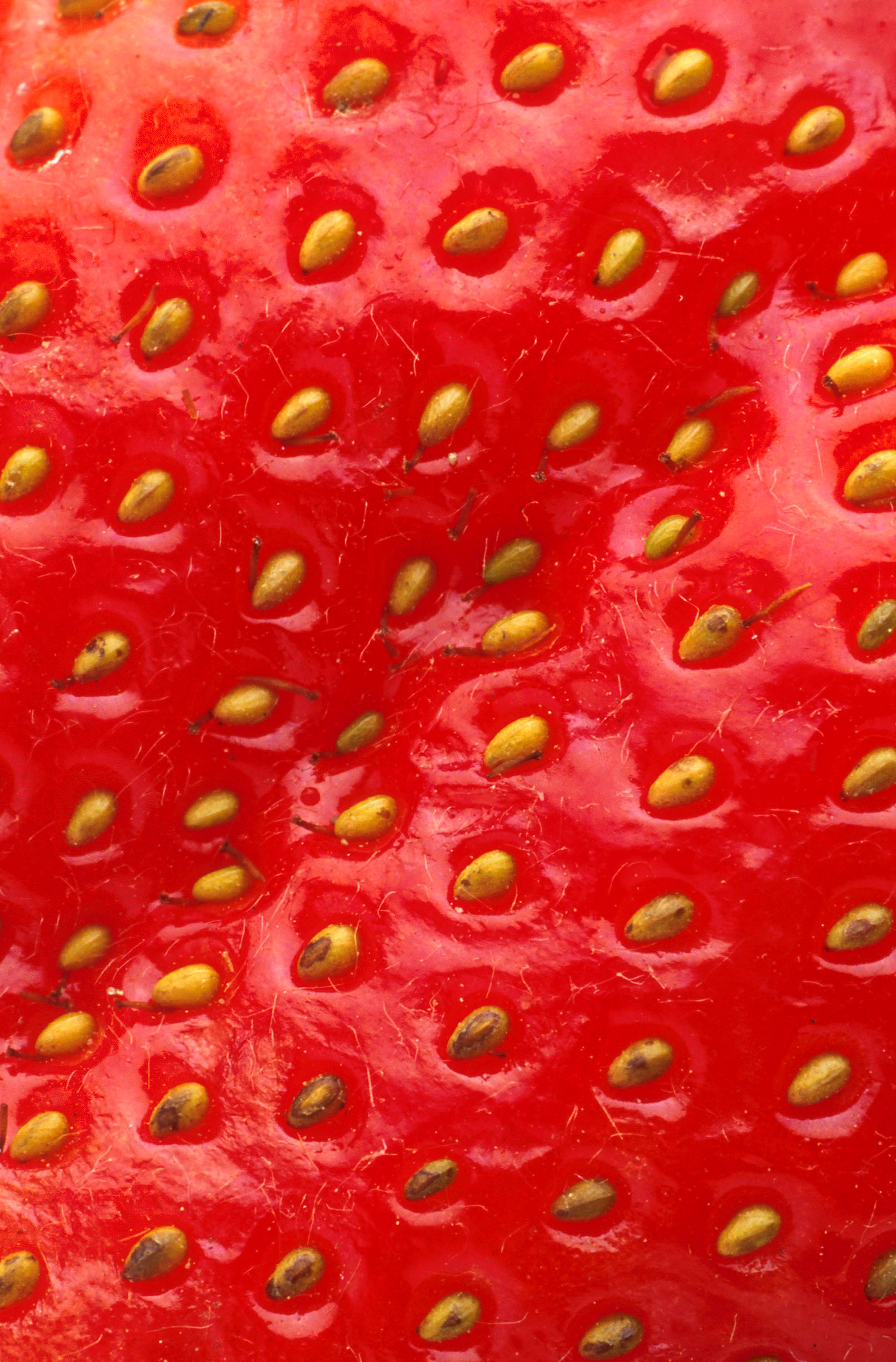
草莓的外表
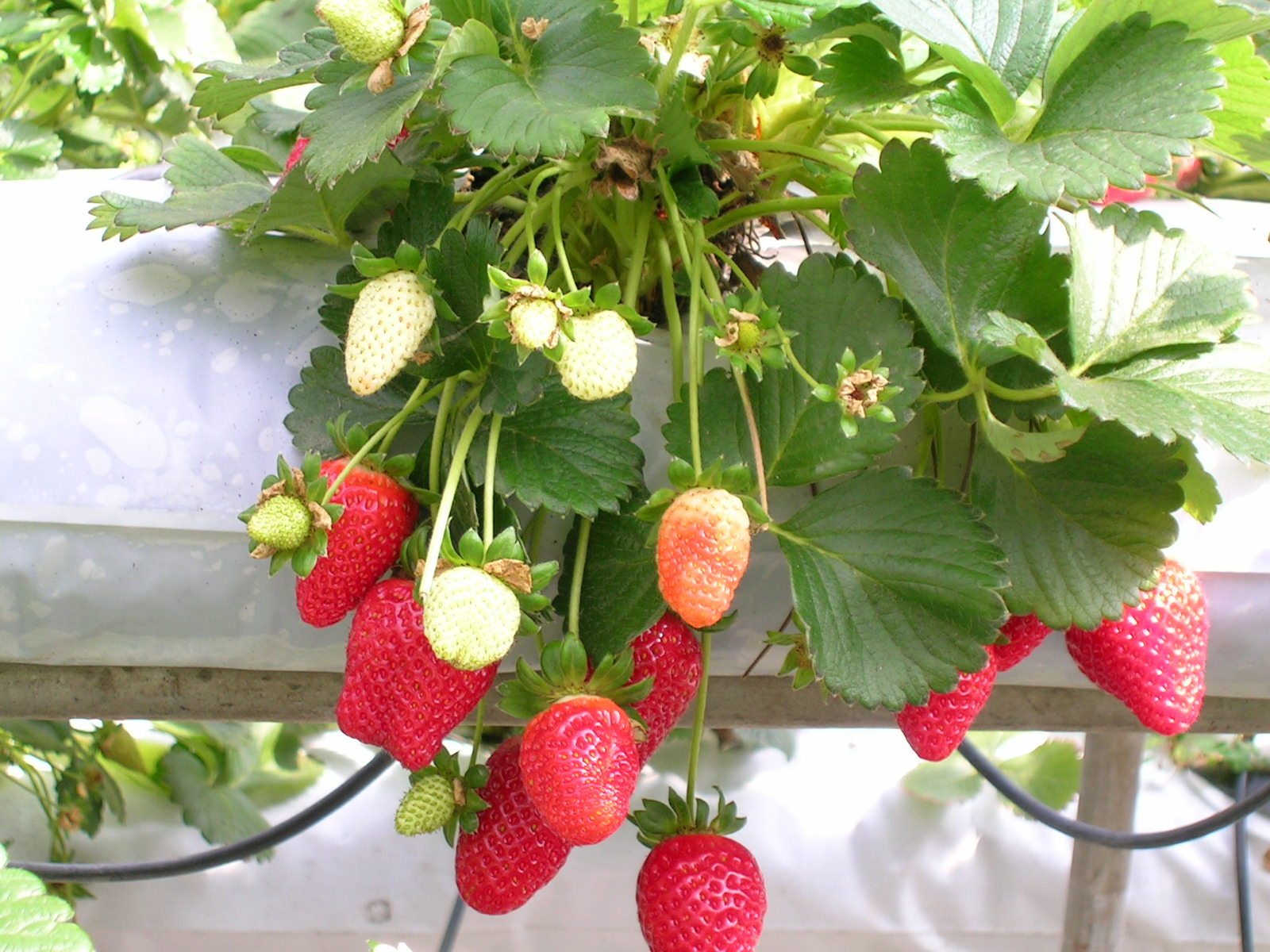
还未成熟的草莓
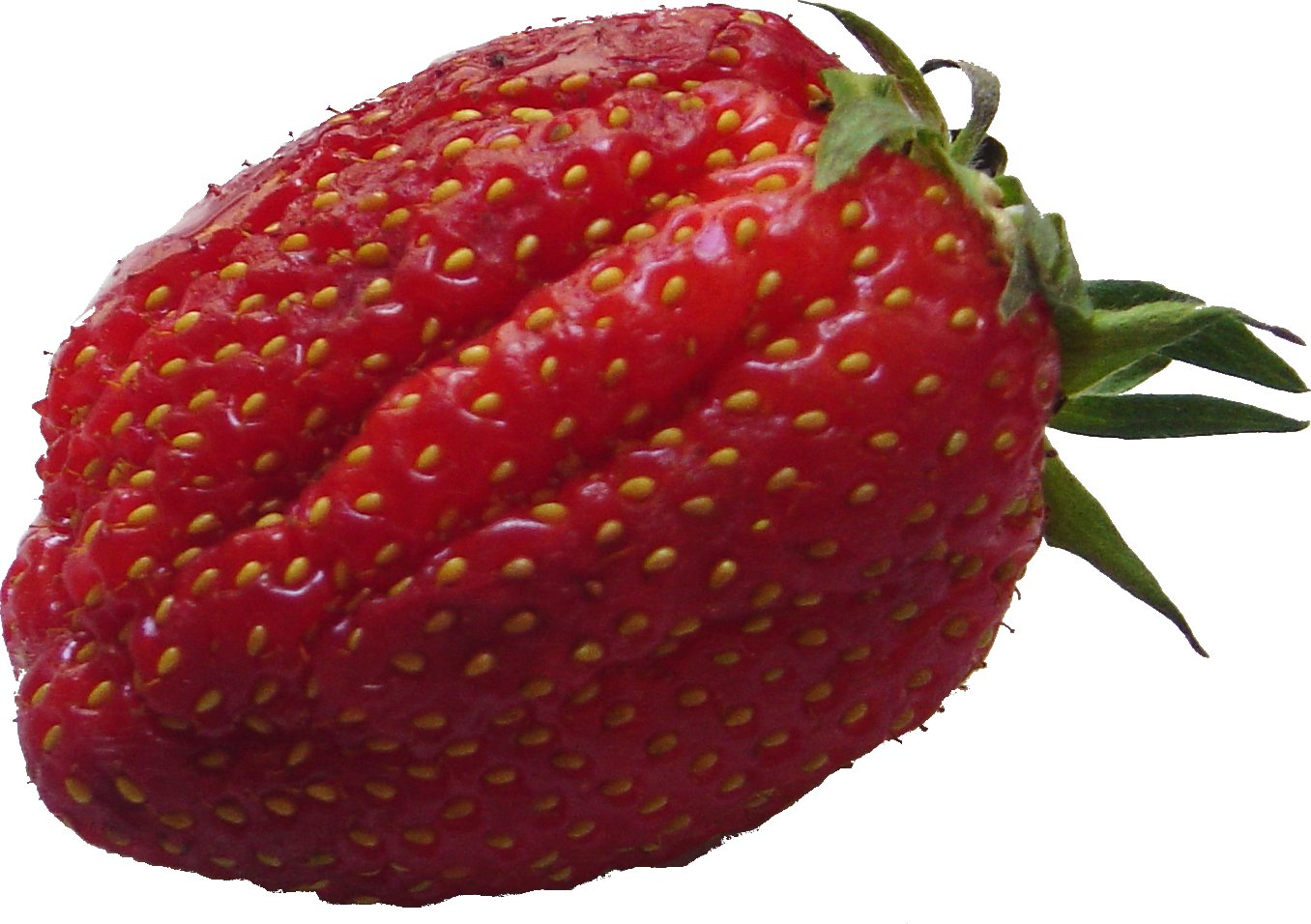
Gariguette品種
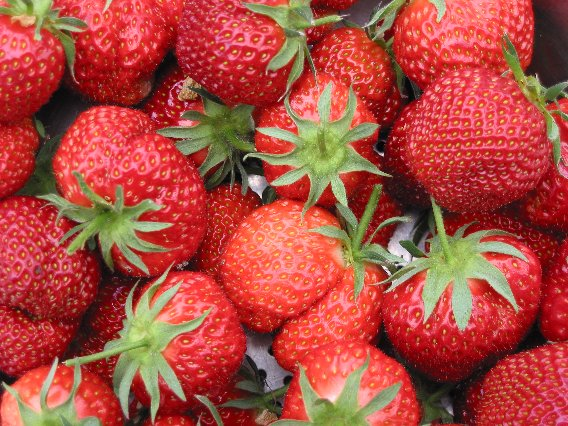
Karina品種
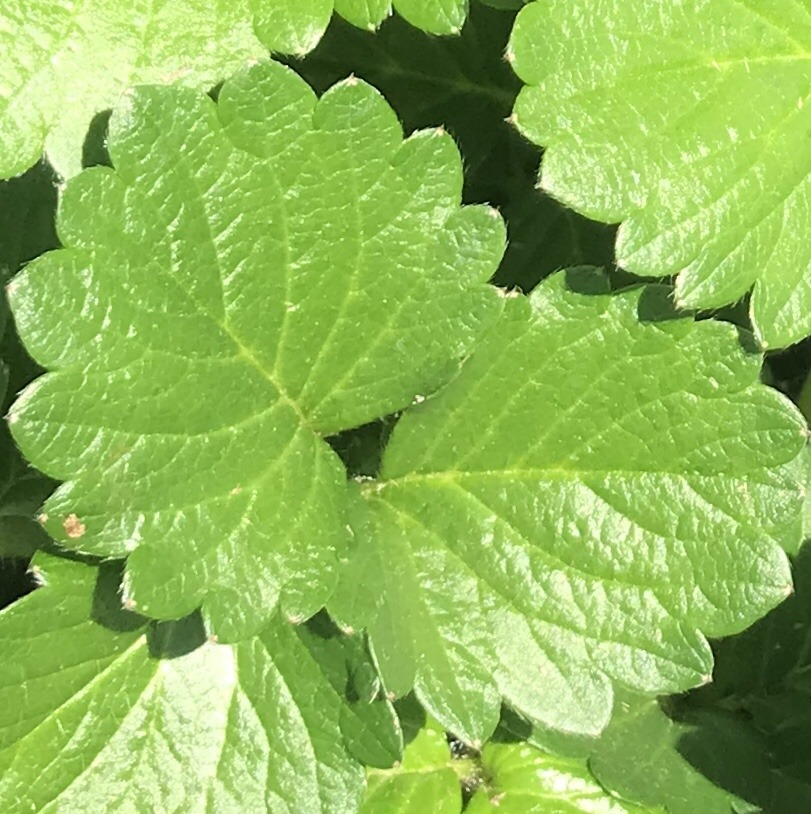
葉
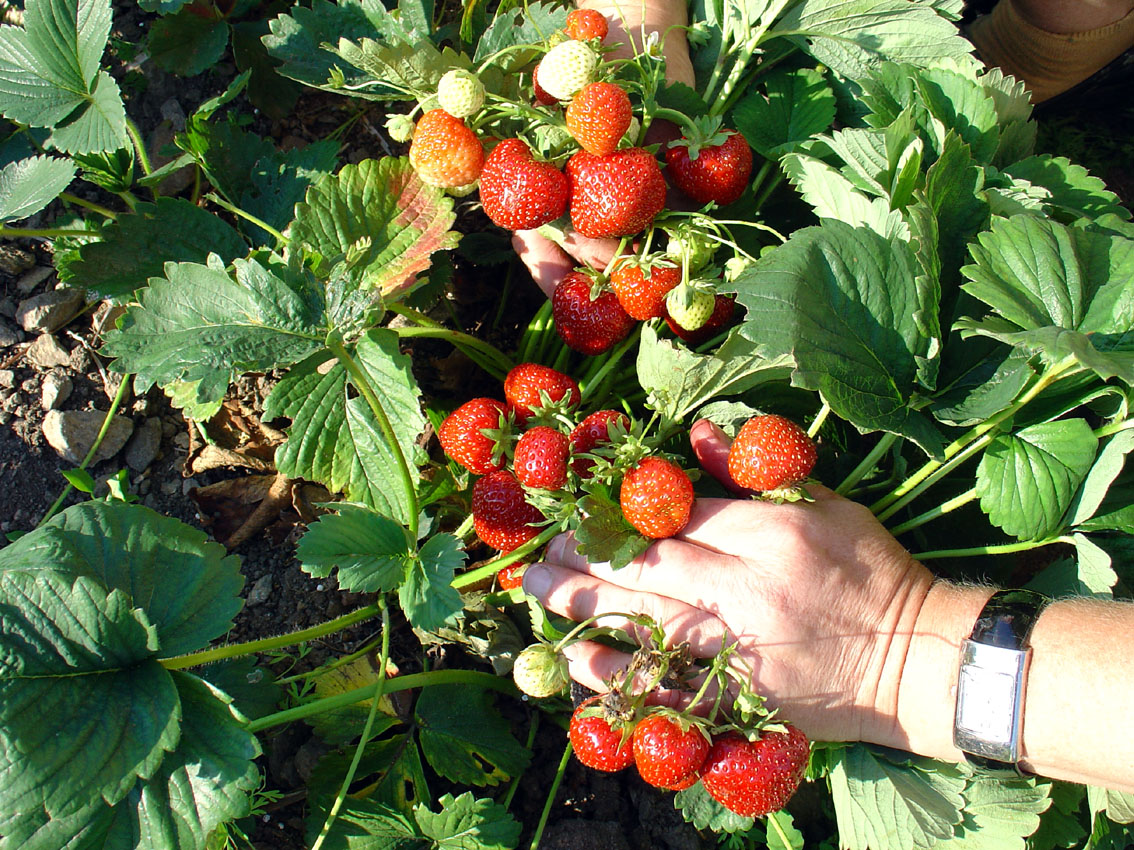
Reife Erdbeeren
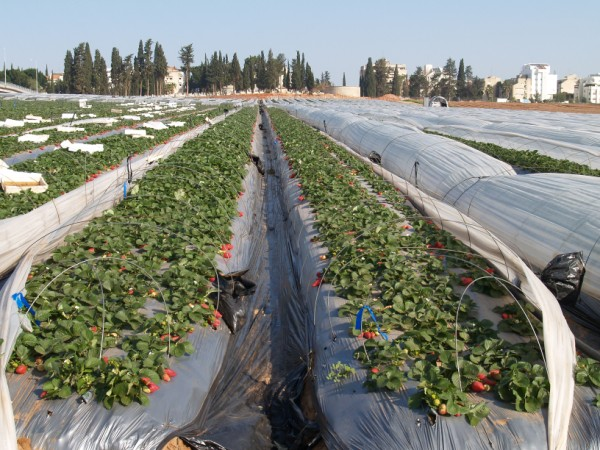
位於以色列種植草莓的場地
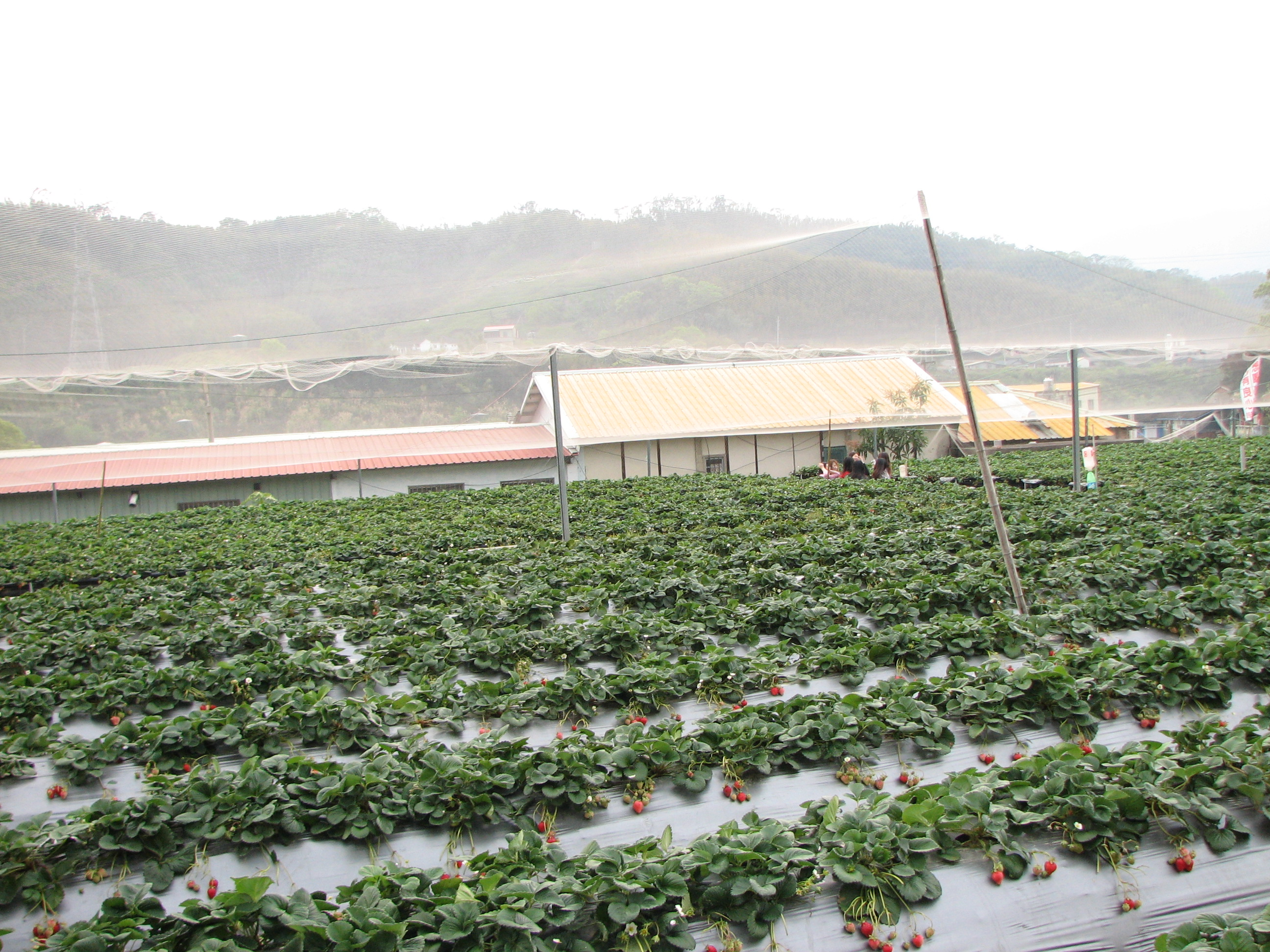
大湖的草莓園